# 栗色壁蜑螺
栗色壁蜑螺（学名：Septaria porcellana cumingiana），是原始腹足目蜑螺科壁蜑螺属的一种。主要分布于中国大陆、台湾，常栖息在河川底的沉木上。